# Kiyoshi Sekiya
Kiyoshi Sekiya (関谷 喜芳, Sekiya Kiyoshi) est un as du service aérien de la Marine impériale japonaise pendant la Seconde Guerre mondiale, crédité de 11 victoires aériennes.

## Biographie
Kiyoshi Sekiya naît dans la préfecture de Tochigi en 1921 et s'engage dans la marine impériale en 1939. En novembre de l'année suivante, il est sélectionné après un examen écrit pour intégrer le stage de réserve aérienne de classe C (丙飛行予科練習生, Hei Hikō Yoka Renshū-sei),, un programme de formation au pilotage réservé aux engagés dans la marine. Il en sort diplômé en novembre 1941, peu de temps avant l'attaque japonaise sur Pearl Harbor.
Kiyoshi Sekiya est affecté au 3e Kōkūtai au printemps 1942, mais comme dans d'autres unités japonaises, il y a plus de pilotes que d'avions disponibles au sein du Kōkūtai. Sekiya ne peut donc pas effectuer beaucoup de sorties opérationnelles, monopolisées par les pilotes expérimentés.
Le premier combat aérien de Sekiya est le raid de bombardement sur Darwin mené le 16 juin 1942 par 27 bombardiers G4M et 27 chasseurs A6M, au cours duquel les Japonais rencontrent les pilotes américains du 49th Fighter Group (en). 

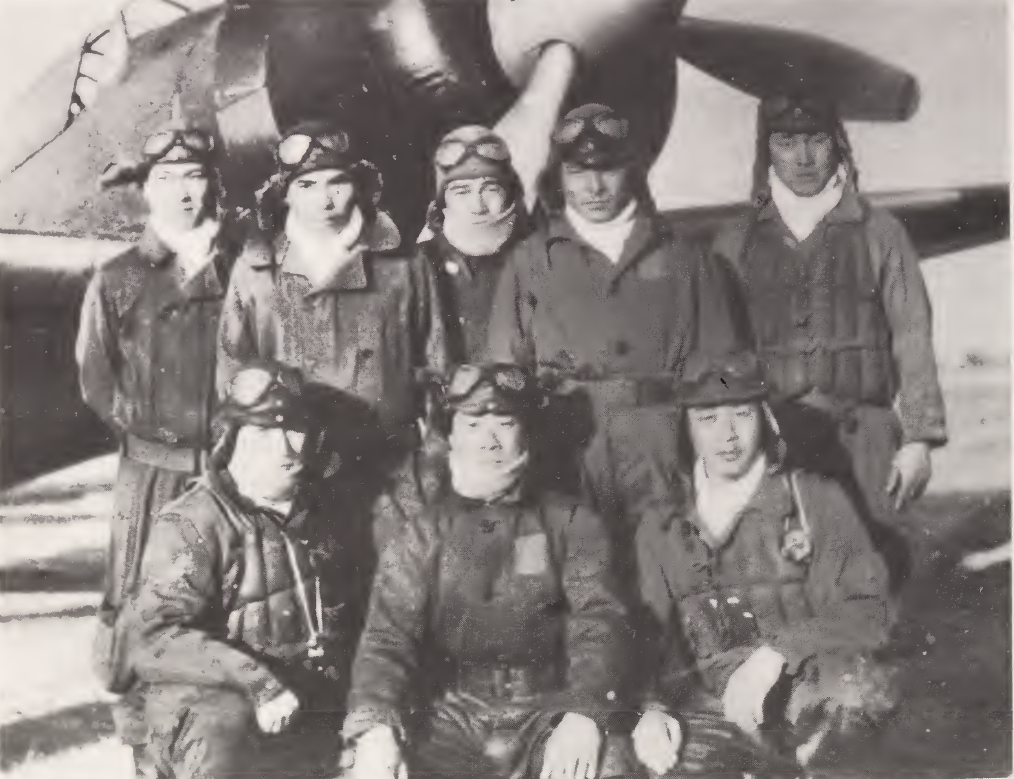
Pilotes du Kōkūtai Yokosuka, en 1944. Au premier rang (à gauche) : Ryōji Ōhara. Deuxième rang (à partir de la gauche) : Masami Shiga (2e), Tomita Atake (3e) ; Kiyoshi Sekiya (4e).

Au cours de l'automne 1942, il est affecté au 582e Kōkūtai à Rabaul. Il participe alors aux combats dans les îles Salomon et en Nouvelle-Guinée orientale, au cours desquels il abat plusieurs avions ennemis . Sekiya est transféré au 204e Kōkūtai en juillet 1943 et sert dans cette unité jusqu'en novembre, date à laquelle il retourne au Japon pour rejoindre le Kōkūtai Yokosuka. Dans le cadre de l'opération A-Gō qui vise à détruire la Fast Carrier Task Force au cours du débarquement sur Saipan, Kiyoshi Sekiya et son unité est basée à Iwo Jima en juin 1944. Il est porté disparu le 24 juin 1944 au cours d'une mission d'interception au-dessus de l'île. Kiyoshi Sekiya est présumé mort au combat. Il a remporté en tout 11 victoires aériennes certifiées au cours de la guerre.